# Martinus van Heylerhoff
Martinus Joannes van Heylerhoff (Maastricht, 20 juli 1776 - Maastricht, 30 mei 1854) was een Nederlands rentenier, amateurhistoricus en politicus. Hij zette zich in voor het behoud van het culturele erfgoed in zijn geboortestad, in een periode waarin veel verloren ging als gevolg van de Franse Revolutie. Hij geldt als een van de grondleggers van de lokale geschiedbeoefening. Zijn geschriften zijn met name van belang voor de geschiedenis van Maastricht.

## Biografische schets
Martinus (Jean Martin) van Heylerhoff werd in 1776 geboren als jongste van vier kinderen van de loodgieter/pompenmaker Martinus van Heylerhoff (ca. 1734-1814) en diens vrouw Adriana Angelina (of Adrienne Mechtilde) van Someren (ca. 1735-1814?). Hij werd gedoopt in de Sint-Nicolaaskerk, waaruit kan worden afgeleid dat de familie Van Heylerhoff in Maastricht de Luikse nativiteit bezat. Zijn oom was de jurist en ambtenaar Matthias van Heylerhoff (1745-1826), stadspensionaris van Luikse zijde. Een tante, Anne Ide van Heylerhoff (ca. 1738-1805), was gehuwd met de jurist Henri Martin Nypels (1728-1816).
Over de jeugd en opleiding van Van Heylerhoff is weinig bekend. Vermoedelijk volgde hij lager en middelbaar onderwijs aan de stedelijke Latijnse school. Hij studeerde klassieke talen aan de Universiteit van Leuven, maar moest zijn studie afbreken door de opheffing van de universiteit in 1797, als gevolg van de Franse Revolutie en de inlijving van de Zuidelijke Nederlanden bij Frankrijk.
Levend op het scharnierpunt van ancien régime en Moderne Tijd, werd hij een hartstochtelijk beoefenaar van geschiedenis, archeologie en kunst en zette hij zich in voor het behoud van kunstschatten, monumenten en gebruiken uit het voorbije tijdperk. Zo beschreef hij door de Franse overheid opgeheven kapittels, kloosters, kerken en gasthuizen, maar ook andere instellingen, ceremonies en gebruiken, zoals hij ze gekend had. Hij lichtte zijn beschrijvingen toe met tekeningen, waarvan er vele van grote historische waarde zijn gebleken. Hij doorzocht archieven van kerken en kloosters en putte tevens uit de werken van Maastrichtse geschiedschrijvers als Matthaeus Herbenus (1451-1538), Henricus Sedulius (1547-1621), Thomas de Heer (†1685), Godefridus Collette (1672-1755), W.A. Bachiene (1712-1783) en A.L. Pélerin (1738-1804). Van zijn tijdgenoten had Van Heylerhoff, wat betreft de oudheidkunde (een verzamelnaam voor geschiedenis en archeologie), een lage dunk. Aan Conrad Leemans, directeur van het Rijksmuseum van Oudheden, schreef hij in 1844, bij gelegenheid van diens opgraving van de Maastrichtse Romeinse thermen: "Hier bevinden zich wel oudheidliefhebbers, maar hunnen bemoeiing bestaat meest in het maken van verzamelingen en verder dan kabinetkennis strekt zich meerendeels hunnen handigheid, of misschien om beter te zeggen, hun eige belang niet uit." Van Heylerhoff schreef dit op een moment dat de actieve beoefening van de wetenschap in Maastricht, mede door de jarenlange isolatie van de stad tijdens de Belgische Opstand en de toenmalige uittocht van intellectuelen, ver was teruggevallen. Desondanks kon hij ook na die tijd nog zijn historische en oudheidkundige schetsen publiceren in het annuaire/jaarboekje van de Société des Amis des Sciences, Lettres et Arts.
Van 1824 tot 1830 en van 1846 tot 1850 maakte Van Heylerhoff deel uit van de Maastrichtse gemeenteraad. Verder was hij was lid van de commissie van toezicht op het Koninklijk Atheneum en de Stadsteekenschool, en lid van de Société des Amis des Sciences, Lettres et Arts. Kort voor zijn dood werd hij benoemd tot erevoorzitter van de in 1852 opgerichte Société historique et archéologique du Limbourg.
Van Heylerhoff bleef zijn leven lang ongehuwd. Hij woonde op het adres Wolfstraat 18 (destijds nr. 978), dicht bij de Sint-Nicolaaskerk, waarvan hij jarenlang kerkmeester was. Na de verhuizing van de parochie naar de Onze-Lieve-Vrouwekerk (en de sloop van de Sint-Nicolaas een jaar later) was hij kerkmeester van de Onze-Lieve-Vrouweparochie. Hij stierf op 30 mei 1854 en werd begraven op de Algemene Begraafplaats aan de Tongerseweg te Maastricht.

## Nalatenschap, eerbewijzen

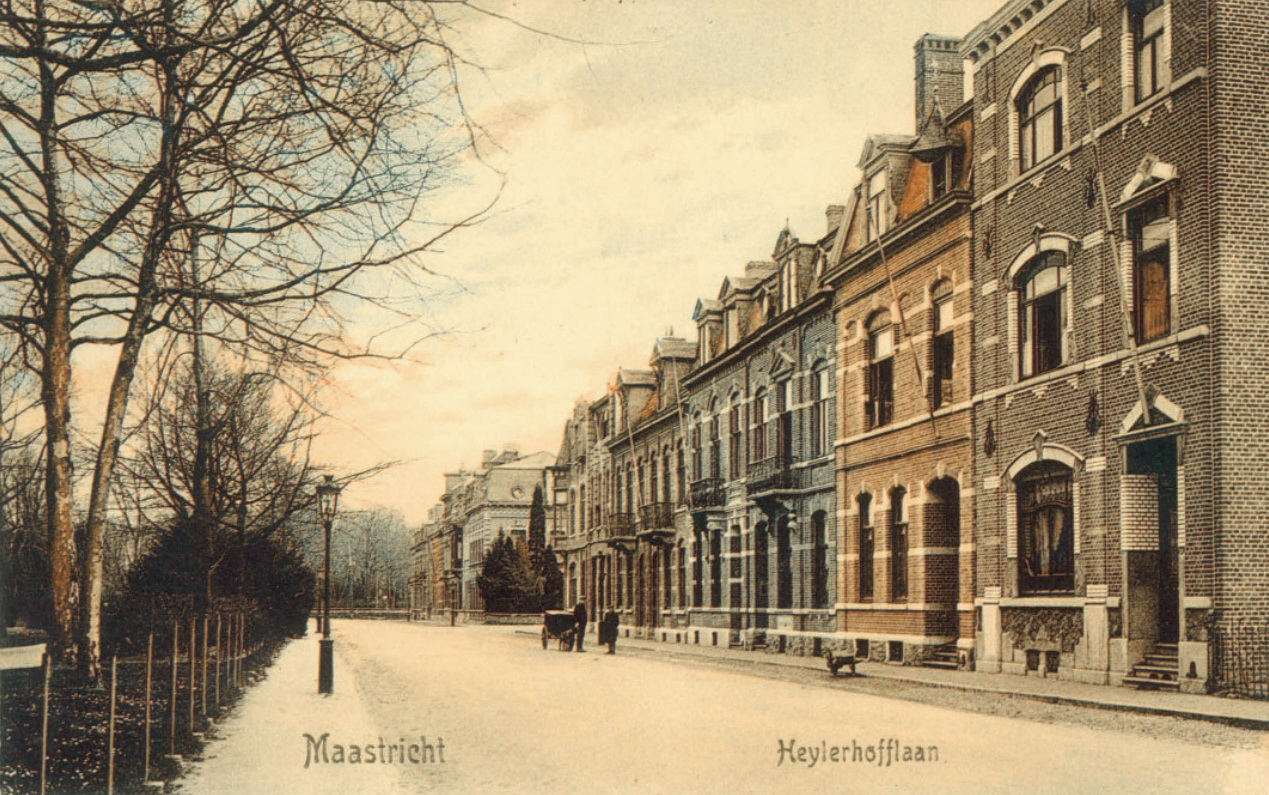
Van Heylerhofflaan (ansichtkaart, ca. 1910)

- Van Van Heylerhoff is minstens één geschilderd portret bekend. Niet bekend is wie de kunstenaar is, noch in welk jaar het geschilderd is. Het portret hing in 1910 in het Provinciaal Museum, toentertijd gevestigd in het Dinghuis te Maastricht.[9] In 1933 werd het gefotografeerd. De huidige verblijfplaats is onbekend. Een gewassen pentekening, die aan de tekenaar en amateurhistoricus Jan Brabant (1806-1886) toegeschreven wordt, is waarschijnlijk op dit schilderij gebaseerd. Mogelijk maakte Brabant de tekening als eerbetoon aan Van Heylerhoff, kort na diens overlijden in 1854.
- Eveneens in 1854 schilderde de Maastrichtse kunstenaar Théodore Schaepkens (1810-1883) een Allegorie op de dood van Martinus Johannes van Heylerhoff 1776-1854, historicus. De olieverfschildering is eigendom van Limburgs Geschied- en Oudheidkundig Genootschap en bevindt zich in de collectie van het Bonnefantenmuseum.[10]
- Van Heylerhoffs uitgebreide boekencollectie, zijn verzameling van circa honderd natuurwetenschappelijke instrumenten en zijn muntenverzameling (1600 zilveren en koperen munten) werden na zijn dood verkocht en raakten verspreid.[11]
- Op 22 januari 1903 werd in het vrij nieuwe Maastrichtse Villapark een straat[noot 4] naar hem genoemd, de Van Heylerhofflaan.[1][noot 5]
- Van Heylerhoffs woonhuis Wolfstraat 18 bestaat nog steeds. Het pand uit het derde kwart van de achttiende eeuw is, ondanks het feit dat de pui vernieuwd is, een rijksmonument.[13]

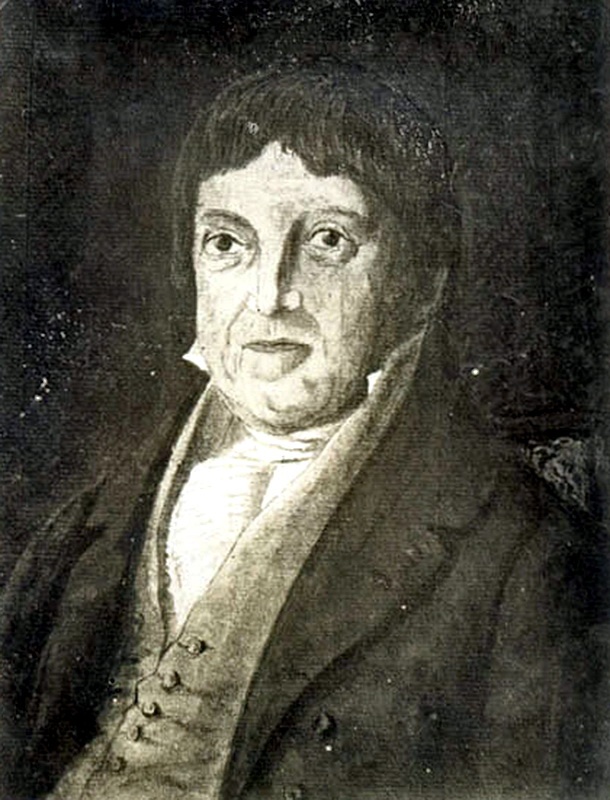
Portretschildering (anoniem, ca. 1830?)
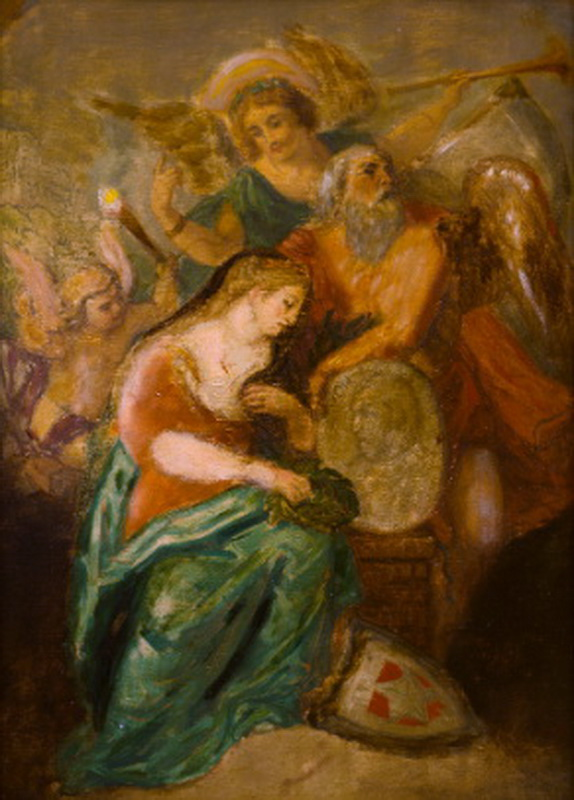
Allegorische schildering (Th. Schaepkens, 1854)
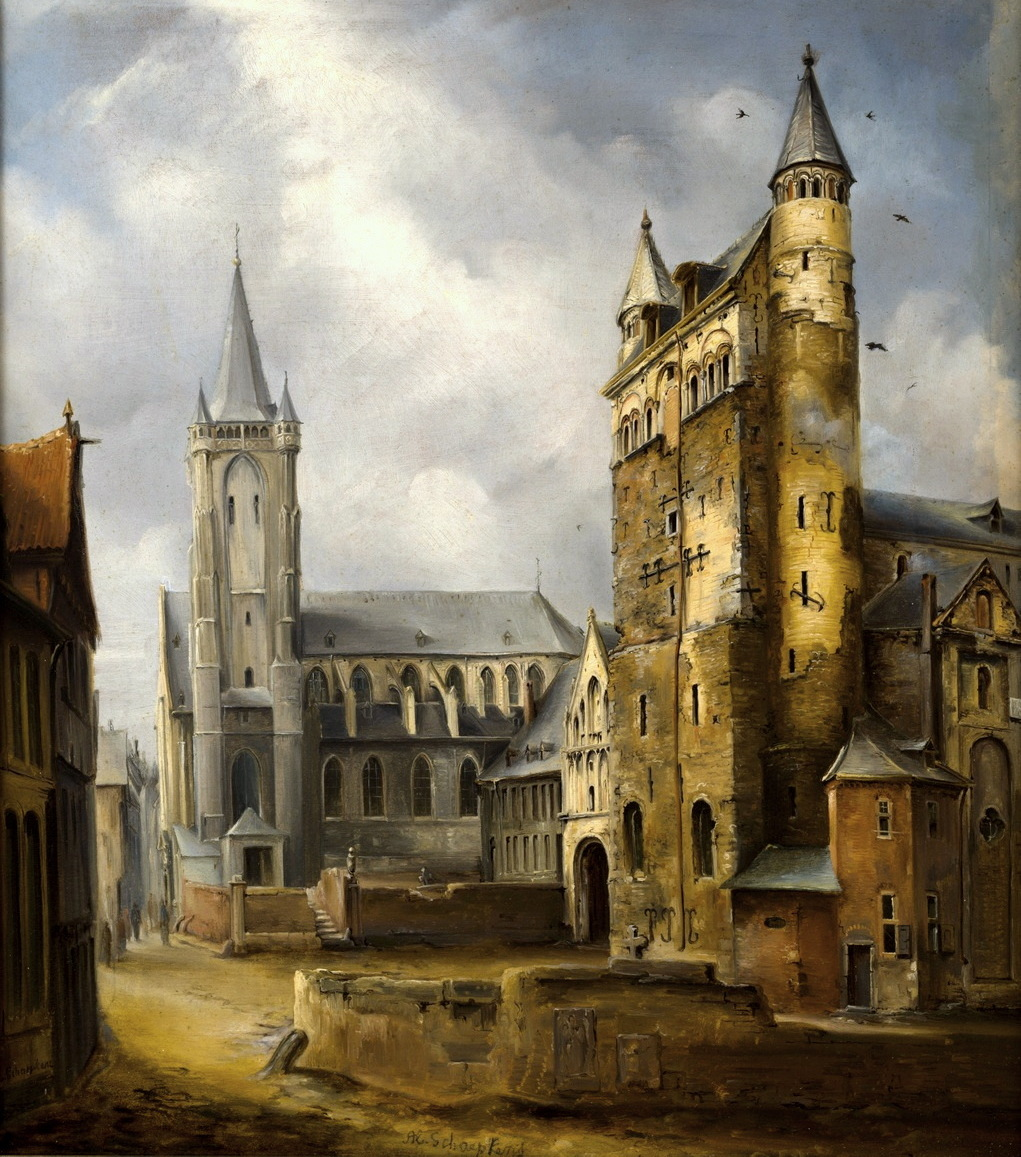
St.-Nicolaas- en OLV-kerk (A. Schaepkens, voor 1838)
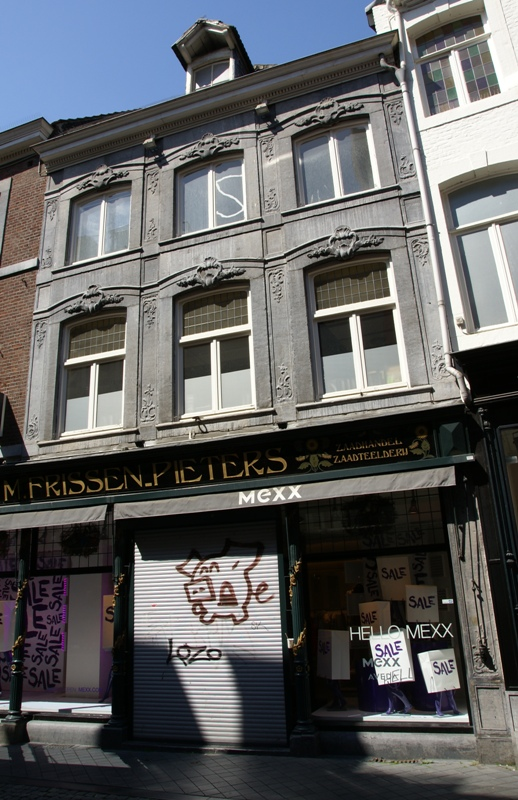
Wolfstraat 18, woonhuis Van Heylerhoff

## Opmerkelijke observaties (en misvattingen)
- Van Heylerhoff volgde Herbenus in diens overtuiging dat Maastricht door Julius Caesar gesticht was, een misvatting die elke grond mist, maar tot in de twintigste eeuw naklonk.[14]
- De mythe van de 'tempel van Apollo' op de hoek van de Bredestraat en het Onze Lieve Vrouweplein is waarschijnlijk ontstaan door een verkeerde interpretatie van gebouwrestanten door Van Heylerhof. Waarschijnlijk betrof het de halfronde apsis van de voormalige Sint-Vincentiuskapel, een middeleeuwse kerspelkapel. In de negentiende eeuw werd romaans vaak aangezien voor Romeins.[15]
- Het door Van Heylerhoff gelegde verband tussen de Maria-ten-Oeverenkapel (hoek Kesselskade-Mariastraat) en de Sterre der Zee is achterhaald en waarschijnlijk uit de lucht gegrepen.[16]
- De naam Sint-Maternuskapel voor de in 1810 afgebroken half-vrijstaande kapel aan de zuidzijde van het zuidertransept van de Sint-Servaaskerk, kwam pas in de negentiende eeuw in gebruik; daarvoor sprak men van de antiqua of veteri capella. Waarschijnlijk is de naam door Van Heylerhoff bedacht.[17]
- Bij de sloop van de vieringscrypte van de Sint-Servaaskerk in 1811-1812 was Van Heylerhoff, voor zover bekend, de enige die aantekeningen maakte en opmetingen verrichtte. Deze gegevens, inclusief een tekening uit 1811, werden in 1881 door Pierre Cuypers benut om de crypte te herbouwen.[18][noot 6] Tevens werd de door Van Heylerhoff getekende 'Sarcofaag van de vier heilige bisschoppen' in de met puin volgestorte crypte teruggevonden.[7]
- Van het in 1811 gesloopte hoofdaltaar in dezelfde kerk publiceerde Van Heylerhoff gedetailleerde beschrijvingen in het Frans, Nederlands en Latijn. De twee laatstgenoemde taalversies gingen vergezeld van tekeningen, die helaas op details van elkaar verschillen. Het altaar was groot en zwaar en omvatte onder andere een verhoogd podium voor de Noodkist van Sint-Servaas.[19] De kunsthistoricus Fred Ahsmann maakte een 3D-reconstructie van het twaalfde-eeuwse altaar, onder andere op basis van deze tekeningen.[20]
- Van Heylerhoff waagde zich tevens aan een beschrijving van de Merovingische voorganger van de Sint-Servaaskerk, omstreeks 600 gebouwd door de bisschoppen Monulfus en Gondulfus, inclusief een altaar dat in 732 geschonken zou zijn door Pepijn de Korte. Jan Brabant tekende in 1862 een gedetailleerde reconstructie van deze kerk, "selon les descriptions du savant Monsieur Van Heylerhoff" ("naar de beschrijvingen van de geleerde heer Van Heylerhoff"). In de jaren 1980 brachten archeologische opgravingen onder leiding van stadsarcheoloog Titus Panhuysen twee Merovingische kerkplattegronden aan het licht. De driebeukige Merovingische kerk uit het derde kwart van de zevende eeuw toont enige overeenkomsten met de reconstructie van Van Heylerhoff en Brabant. Voor het bestaan van een altaar uit die tijd zijn geen aanwijzingen.
- De zestiende-eeuwse grafsteen in de Sint-Servaaskerk van Engelbert van Heemstede, Proost van het Sint-Servaaskapittel, was tot de Franse tijd versierd met bronzen ornamenten en een grafdicht in bronzen letters. De nu verdwenen tekst werd door Martinus van Heylerhoff (of zijn oom Matthias) opgetekend en aldus voor het nageslacht bewaard.[21]
- Bij de sloop in 1821 van het Sint-Servaasgasthuis, hoek Platielstraat-Vrijthof-Bredestraat, was Van Heylerhoff aanwezig. In 1825 en 1829 publiceerde hij over deze 'opgraving', waarbij het niveau van zijn observaties voor die tijd zeer hoog lag.[noot 7] De vondst van zwaar muurwerk werd door hem geïnterpreteerd als een Romeinse commandantswoning, die in later eeuwen dienst deed als Merovingische en Karolingische palts. Dat het gebouw een Romeinse oorsprong had, is onwaarschijnlijk, maar een (vroeg)middeleeuwse palts op die plek is niet onmogelijk.[22]
- Waarschijnlijk was het Van Heylerhoff, die als eerste het huis Poort van Beusdael in Wyck abusievelijk aanduidde als 'Refugie van Meerssen', menende dat het als refugiehuis had gefungeerd voor de proosdij van Meerssen.[23][noot 8]

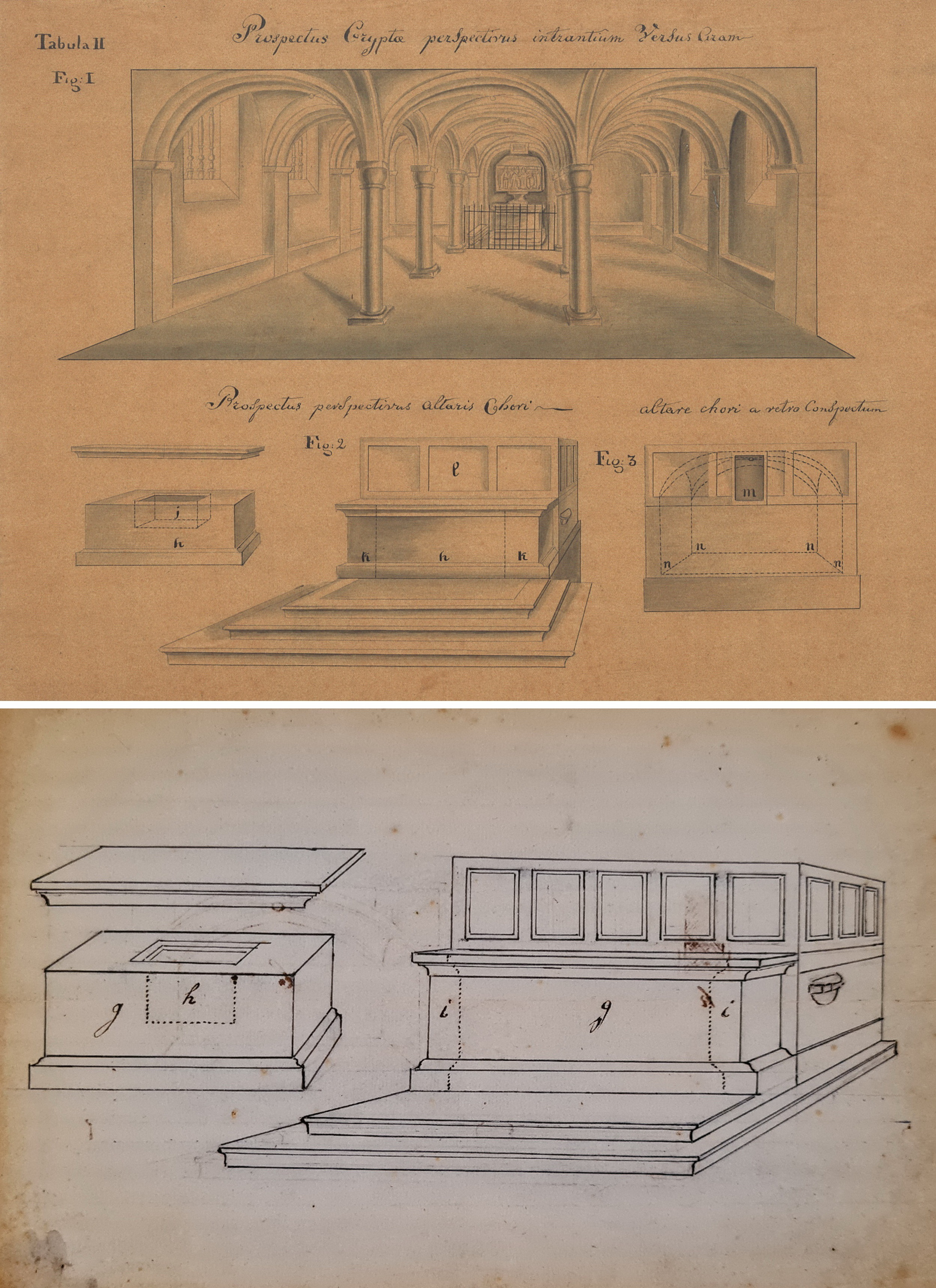
Crypte en hoofdaltaar Sint-Servaaskerk (Van Heylerhoff, 1811; 2 versies)
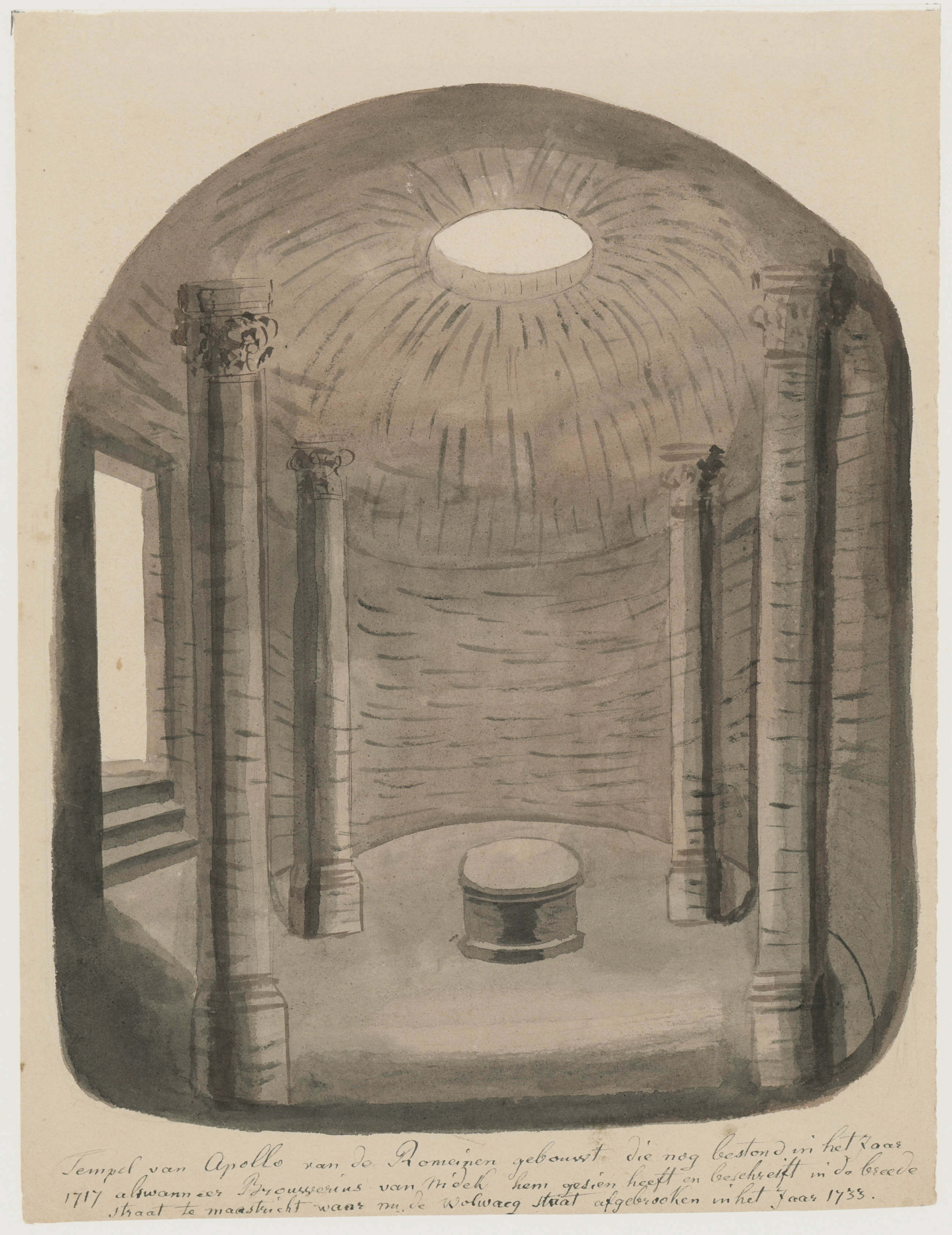
Zgn. 'tempel van Apollo' (Ph. van Gulpen, ca. 1840)
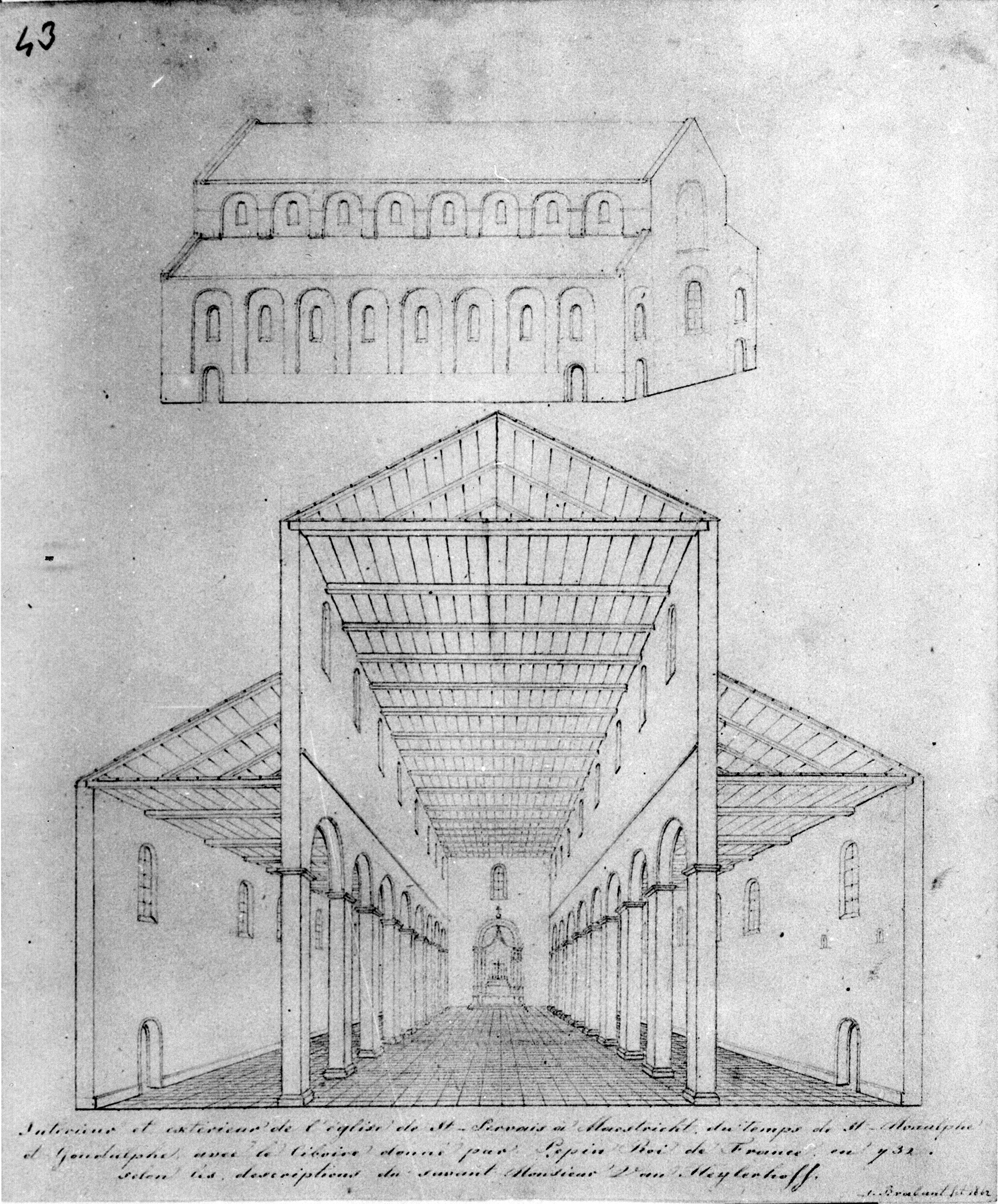
Reconstructie Merovingische Sint-Servaaskerk (J. Brabant, 1862)
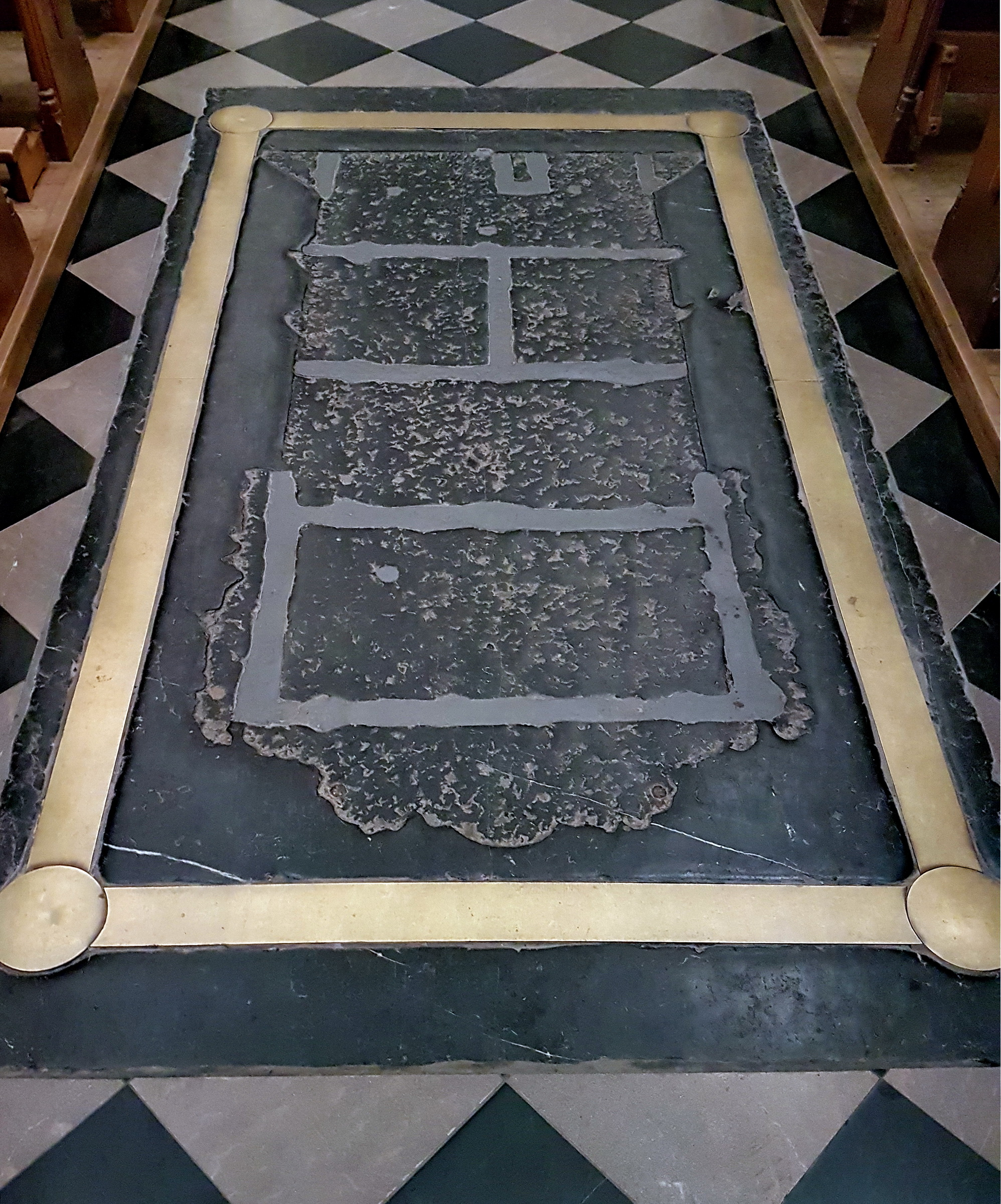
Beschadigde grafzerk Engelbert van Heemstede, 1539

## Bibliografie

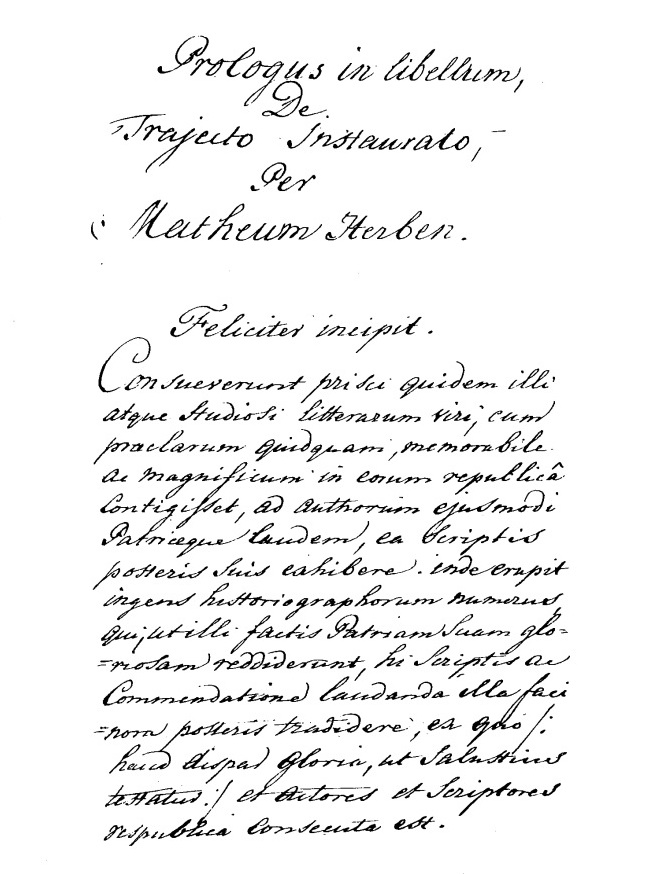
19e-eeuwse transcriptie van Herbenus' De Trajecto instaurato door Van Heylerhoff